# زویوو
زویوو (به صربی: Zoljevo) یک منطقهٔ مسکونی در صربستان است که در لسکواس واقع شده‌است. زویوو ۲۵۹ نفر جمعیت دارد.